# واقد بن عبد الله
واقد بن عبد الله اليربوعي التميمي (50 ق هـ - 13 هـ / 573م - 635م) صحابي جليل من مشاهير الصحابة وأحد السابقين الأولين إلى الإسلام، وكان حليفاً في الجاهلية للخطاب بن نفيل العدوي والد الخليفة عمر بن الخطاب وأسلم قديماً في مكة قبل دخول النبي ﷺ دار الأرقم بن أبي الأرقم، ثم هاجر إلى المدينة المنورة وآخى النبي صل الله عليه وسلم بينه وبين بشر بن البراء، وكان واقد أول من قتل مُشركاً في الإسلام، وذلك في سرية عبد الله بن جحش إلى نخلة، ثم شهد مع النبي محمد ﷺ غزوة بدر والمشاهد كلها وأسر واقد يوم بدر عثمان بن عبد الله المخزومي، وتوفي في أول خلافة عمر بن الخطاب عام 13 هـ ودُفن في المدينة المنورة.
قال ابن الأثير الجزري: «كان واقد أول من قاتل في سبيل الله في الإسلام». وقال أبو عبيدة: «كان بنو يربوع من بني تميم يفتخرون بأن منهم أول من قتل قتيلاً بالإسلام من المشركين».

## سيرته
كان واقد بن عبد الله بن عبد مناة بن عزيز التميمي من بني يربوع بن حنظلة حليفًا للخطاب بن نفيل العدوي في الجاهلية، وقد أسلم قديمًا قبل دخول النبي محمد للدعوة إلى الإسلام في دار الأرقم. وقد هاجر واقد إلى يثرب، ونزل على رفاعة بن عبد المنذر، وآخى النبي محمد بينه وبين بشر بن البراء بن معرور. شارك واقد بن عبد الله في سرية عبد الله بن جحش إلى نخلة، وقتل يومئذ عمرو بن الحضرمي بسهم، فكان عمرو بن الحضرمي أول قتيل من بين قريش وحلفائها في حروبهم مع المسلمين. فأنشد عمر بن الخطاب في ذلك شعرًا قال فيه:
وقد تفائل يهود يثرب بمقتل ابن الحضرمي حيث وجدوا في ذلك سببًا في اشتعال الحرب بين المسلمين وقريش، فقالوا: «عمرو بن الحضرمي قتله واقد بن عبد الله. عمرو عَمَرَت الحرب، والحضرمي حَضَرَت الحرب، وواقد وَقَدَت الحرب».
شهد واقد بعد ذلك مع النبي محمد غزواته كلها. وقد توفي واقد في أول خلافة عمر بن الخطاب، وليس له عقب. ولقد سمى عبد الله بن عمر ابنه واقد بن عبد الله بن عمر تيمُّنًا بواقد بن عبد الله التميمي.